# SLC39A13
SLC39A13 (англ. Solute carrier family 39 member 13) – білок, який кодується однойменним геном, розташованим у людей на 11-й хромосомі. Довжина поліпептидного ланцюга білка становить 371 амінокислот, а молекулярна маса — 39 011.
| 10         |  | 20         |  | 30         |  | 40         |  | 50         |
| ---------- |  | ---------- |  | ---------- |  | ---------- |  | ---------- |
| MPGCPCPGCG |  | MAGPRLLFLT |  | ALALELLERA |  | GGSQPALRSR |  | GTATACRLDN |
| KESESWGALL |  | SGERLDTWIC |  | SLLGSLMVGL |  | SGVFPLLVIP |  | LEMGTMLRSE |
| AGAWRLKQLL |  | SFALGGLLGN |  | VFLHLLPEAW |  | AYTCSASPGG |  | EGQSLQQQQQ |
| LGLWVIAGIL |  | TFLALEKMFL |  | DSKEEGTSQA |  | PNKDPTAAAA |  | ALNGGHCLAQ |
| PAAEPGLGAV |  | VRSIKVSGYL |  | NLLANTIDNF |  | THGLAVAASF |  | LVSKKIGLLT |
| TMAILLHEIP |  | HEVGDFAILL |  | RAGFDRWSAA |  | KLQLSTALGG |  | LLGAGFAICT |
| QSPKGVVGCS |  | PAAEETAAWV |  | LPFTSGGFLY |  | IALVNVLPDL |  | LEEEDPWRSL |
| QQLLLLCAGI |  | VVMVLFSLFV |  | D          |  |            |  |            |

A: Аланін

C: Цистеїн

D: Аспарагінова кислота

E: Глутамінова кислота

F: Фенілаланін

G: Гліцин

H: Гістидин

I: Ізолейцин

K: Лізин

L: Лейцин

M: Метіонін

N: Аспарагін

P: Пролін

Q: Глутамін

R: Аргінін

S: Серин

T: Треонін

V: Валін

W: Триптофан

Задіяний у таких біологічних процесах, як транспорт іонів, транспорт, альтернативний сплайсинг. 
Білок має сайт для зв'язування з іоном цинку. 
Локалізований у мембрані, апараті гольджі.